# Aregos
Aregos é a designação de um antigo concelho de Portugal, localizado no actual município de Resende. Teve sede nas freguesias de Anreade e São Cipriano. Teve foral em [carece de fontes?], sendo suprimido em 1855. Era constituído pelas freguesias de Anreade, Freigil, Miomães, Ovadas, Panchorra, São Cipriano e São Romão de Aregos
. Tinha, em 1801, 4 502 habitantes e, em 1849, 4 627 habitantes.

## Cronologia
- 1299, 1302 e 1303 - forais de D. Dinis
- 1513, 1 de Setembro - teve foral manuelino[1]
- 1855, 24 de Outubro -  extinto, passando as freguesias para o concelho de Resende[2]